# Saint-Georges-des-Sept-Voies
Saint-Georges-des-Sept-Voies és un municipi francès situat al departament de Maine i Loira i a la regió de País del Loira. L'any 2007 tenia 648 habitants.

## Demografia

### Població
El 2007 la població de fet de Saint-Georges-des-Sept-Voies era de 648 persones. Hi havia 267 famílies de les quals 67 eren unipersonals (43 homes vivint sols i 24 dones vivint soles), 98 parelles sense fills, 75 parelles amb fills i 27 famílies monoparentals amb fills.
La població ha evolucionat segons el següent gràfic:
Habitants censats

### Habitatges
El 2007 hi havia 332 habitatges, 269 eren l'habitatge principal de la família, 35 eren segones residències i 28 estaven desocupats. 327 eren cases i 4 eren apartaments. Dels 269 habitatges principals, 231 estaven ocupats pels seus propietaris, 30 estaven llogats i ocupats pels llogaters i 8 estaven cedits a títol gratuït; 1 tenia una cambra, 12 en tenien dues, 34 en tenien tres, 73 en tenien quatre i 149 en tenien cinc o més. 211 habitatges disposaven pel capbaix d'una plaça de pàrquing. A 111 habitatges hi havia un automòbil i a 139 n'hi havia dos o més.

### Piràmide de població
La piràmide de població per edats i sexe el 2009 era:
| Homes | Edats   | Dones |
| ----- | ------- | ----- |
| 0     | 95 o +  | 0     |
| 8     | 90 a 94 | 4     |
| 4     | 85 a 89 | 12    |
| 4     | 80 a 84 | 8     |
| 12    | 75 a 79 | 12    |
| 16    | 70 a 74 | 24    |
| 28    | 65 a 69 | 16    |
| 28    | 60 a 64 | 28    |
| 12    | 55 a 59 | 20    |
| 16    | 50 a 54 | 8     |
| 12    | 45 a 49 | 8     |
| 20    | 40 a 44 | 8     |
| 8     | 35 a 39 | 24    |
| 32    | 30 a 34 | 24    |
| 16    | 25 a 29 | 16    |
| 16    | 20 a 24 | 4     |
| 4     | 15 a 19 | 16    |
| 24    | 10 a 14 | 12    |
| 12    | 5 a 9   | 20    |
| 8     | 0 a 4   | 20    |

## Economia
El 2007 la població en edat de treballar era de 379 persones, 274 eren actives i 105 eren inactives. De les 274 persones actives 255 estaven ocupades (148 homes i 107 dones) i 19 estaven aturades (6 homes i 13 dones). De les 105 persones inactives 46 estaven jubilades, 28 estaven estudiant i 31 estaven classificades com a «altres inactius».

### Ingressos
El 2009 a Saint-Georges-des-Sept-Voies hi havia 279 unitats fiscals que integraven 671 persones, la mediana anual d'ingressos fiscals per persona era de 16.491 €.

### Activitats econòmiques
Dels 24 establiments que hi havia el 2007, 1 era d'una empresa extractiva, 4 d'empreses de fabricació d'altres productes industrials, 8 d'empreses de construcció, 2 d'empreses de comerç i reparació d'automòbils, 1 d'una empresa de transport, 1 d'una empresa d'hostatgeria i restauració, 1 d'una empresa d'informació i comunicació, 5 d'empreses de serveis i 1 d'una entitat de l'administració pública.
Dels 6 establiments de servei als particulars que hi havia el 2009, 3 eren paletes, 1 fusteria i 2 lampisteries.
L'any 2000 a Saint-Georges-des-Sept-Voies hi havia 23 explotacions agrícoles que ocupaven un total de 810 hectàrees.

## Equipaments sanitaris i escolars
El 2009 hi havia una escola elemental integrada dins d'un grup escolar amb les comunes properes formant una escola dispersa.

## Poblacions més properes
El següent diagrama mostra les poblacions més properes.